# Barcarolo romano
Barcarolo romano è un brano musicale scritto da Romolo Balzani e Pio Pizzicaria nel 1926 e inciso dallo stesso Balzani.
Il brano rientra tra i classici della canzone romana.

## Storia
Il brano è stato presentato, per la prima volta, nel 1926 durante il festival di San Giovanni a Roma. La canzone aumenta la propria notorietà con la vittoria della gara canora svoltasi a Marino, durante la Sagra dell'uva. 

## Cover
Negli anni Barcarolo romano è stato interpretato da numerosi artisti:
- Lando Fiorini nell'album Roma mia (1964)[3]
- Sergio Conti nel 45 giri Barcarolo romano/Affaccete Annunziata (1967)[4]
- Alvaro Amici nel 45 giri Barcarolo romano/16 agosto (1967)[5]
- Claudio Villa nel 45 giri Barcarolo romano/Madonna dell'Urione (1967)[6]
- Gabriella Ferri e Luisa De Santis nell'album Roma canta (1969)[7]
- Gabriella Ferri da solista nell'album ...Lassatece passà (1970)[8]
- I Vianella nell'album Quanto sei Vianella... ...Roma (1974)[9]
- Luigi Proietti nell'album Luigi Proietti dal vivo (1977)[10]
- Franco Zona

Tra gli altri artisti che l'hanno interpretata Ardecore.